# Les Sorcières autour du feu
Les Sorcières autour du feu est un tableau réalisé par le peintre français Paul-Élie Ranson en 1891. Cette huile sur toile représente des sorcières plus ou moins nues réunies en sabbat autour d'un chaudron enflammé, sous le regard de plusieurs animaux maléfiques. Depuis une donation de la famille de Maurice Denis en 1976, l'œuvre est conservée au musée départemental Maurice-Denis, à Saint-Germain-en-Laye, dans les Yvelines.